# Hofstade
Hofstade este un sat din Zemst, în provincia Brabantul Flamand, Belgia.